# Pseudokinazy
Pseudokinazy – grupa białek posiadających domenę kinazową, w której jedna lub więcej reszt aminokwasowych jest zmieniona, przez co białko nie wykazuje aktywności kinazowej. W ludzkim kinomie zidentyfikowano 48 genów kodujących białka z tak zmienioną domeną kinazową, co stanowi około 10% kinomu. Pseudokinazami są, między innymi, STRAD, HER3 (ErbB3), EphB6, CCK4 (PTK7), KSR, Trb3, GCN2, TRRAP, ILK i CASK. Kinazy janusowe oprócz domeny peseudokinazowej posiadają też aktywną domenę kinazy tyrozynowej. W jednym przypadku (kinazy CASK) dowiedziono jednak, że białko przyjmuje aktywną konformację i in vivo wykazuje jednak aktywność kinazową.